# بیگیلدینو
بیگیلدینو (به لاتین: Bigildino) یک منطقهٔ مسکونی در روسیه است که در باشقیرستان واقع شده‌است.